# SNS (방송사)
SNS은 케이블 TV 채널의 이름으로, 경상북도 구미시, 김천시, 상주시, 칠곡군, 성주군, 고령군,  대구광역시 군위군 수신 대상 지역으로 하고 있다. 1997년 종합유선방송 상호로 설립되었다.
2016년 4월, 현대HCN(현 HCN)으로 흡수합병하면서 폐지되었다.

## 같이 보기
- HCN

## 참고 문헌
1. ↑  SOVILL. “방송국 정보:한국케이블TV 새로넷 방송국”. 2010년 6월 8일에 원본 문서에서 보존된 문서. 2009년 2월 6일에 확인함.